# Шомахов, Амирхан Камизович
Амирха́н Ками́зович Шома́хов кабард.-черк. Щомахуэ Амырхъан Къамызэ и къуэр; 27 сентября [10 октября] 1910, селение Къаншыуей, Терская область — 13 июля 1988, город Нальчик, Кабардино-Балкарская АССР — кабардинский советский писатель, народный поэт Кабардино-Балкарской АССР (1977), заслуженный деятель искусств Кабардино-Балкарской АССР (1949), член КПСС с 1938.

## Биография
Родился 27 сентября (10) октября 1910 года в селении Къаншыуей Терской области (ныне Нижний Курп Терского района Кабардино-Балкарской республики) в семье крестьянина.
До установления в регионе Советской власти обучался в местном медресе, с 1920 г. — в сельской начальной школе.
В 1924 г. был зачислен в первый набор открывшегося в Нальчике Ленинского учебного городка (ЛУГ), который окончил в 1929 г. Продолжил образование во 2-м Северо-Кавказском педагогическом институте в городе Орджоникидзе (ныне Владикавказ), где увлекся поэзией, посещая литературный кружок.
По окончании института преподавал в Нальчикском педагогическом техникуме (1933—1935). После службы в армии (1935—1936 гг.) продолжил работу в техникуме в должности преподавателя, а затем завуча и директора. В 1938 году назначен редактором республиканской газеты «Социалистическая Кабардино-Балкария» (ныне «Кабардино-Балкарская правда»). Перед началом Великой Отечественной войны перешел на партийную работу. В 1940—1941 гг. возглавлял Баксанский райком КПСС. В этот же период был избран депутатом Верховного Совета КБАССР.
В начале 1941 г. назначен на должность народного комиссара просвещения республики. Во время оккупации республики немецкими войсками по заданию обкома КПСС занимался выпуском антифашистских листовок. После освобождения Нальчика в январе 1943 г. вновь назначен редактором республиканской газеты, а затем, в начале 1945-го, — секретарем Баксанского райкома КПСС.
Через год А. Шомахов приступает к работе в Кабардинском книжном издательстве, в качестве его директора, а в 1949 г. становится министром просвещения Кабардинской АССР. В этом же году А. Шомахов стал членом Союза писателей и Литературного фонда СССР и был удостоен звания Заслуженного деятеля искусств КБАССР.
С 1952 г. он работает ответственным секретарем Правления республиканского отделения Всесоюзного общества по распространению общественных и политических знаний, а в 1955 г. возвращается к редакторской деятельности в республиканской газете (называвшейся в то время "Къэбэрдей пэж" — "Кабардинская правда"), заочно оканчивает Высшую партийную школу при ЦК КПСС. В 1957 г. становится главным редактором только-что созданного литературно-художественного журнала на кабардинском языке «Iуащхьэмахуэ» . С 1965 по 1970 г. являлся ответственным секретарем Союза писателей КБАССР.

## Литературная деятельность

### Первая публикация
Начальный этап творчества Амирхана Шомахова совпадает с периодом расцвета кабардинской революционно-публистической и лирической поэзии.
Его первая публикация вышла в 1933 г. в сборнике «Япэ лъэбакъуэ» («Первый шаг»).

### Проза
А. Шомахов автор повестей «Колхоз под огнем» (1958), «На берегу Псычеха» (1960, начало разработки тематики Великой Отечественной войны), «Сын Старого орла» (1962, первая художественно-документальная повесть на кабардинском языке), романов «Заря над Тереком» (1968, рус. пер. 1972, о Гражданской войне и становлении Советской власти в республике), «Всадники на вершинах» (1970, о формировании рабочего класса в Кабардино-Балкарии). Произведения Шомахова переведены на многие языки народов СССР.

### Стихи для детей
Наиболее полно писательский дар А. Шомахова раскрылся в детской литературе. Он по праву признается основоположником детской литературы на кабардинском языке. А. Шомахов писал для детей первых трех возрастов: дошкольников («ТӏопI-тӏопI, хьэфэ топ» — «Мячик-скачик»); для учеников первого-четвертого классов («Сабийхэм папщӏэ усэхэр» — «Стихи для детей», «Зэраншу» — «Озорник», «Щӏалэгъуэ» — «Юность»); для пятого-седьмого классов («Унэ нэху» — «Светлый дом»]). На русский язык стихи Шомахова переводили Семен Липкин, Юрий Хазанов, Наум Гребнев, Яков Козловский и др. На английский — известная своими переводами русской литературы американская писательница Маргарита Веттлин (1907—2003).

### Хронология изданий
- Сабийхэм щхьэкӏэ усэхэр [Стихи для детей]. – Налшык : Къэб. тхылъ тедзапӏэ, 1949. – 3 000 экз.
- Стихи для детей / Пер. с кабард. Я. Козловский и Н. Гребнев. – Налшык : Каб. кн. изд-во, – 1949. – 5 000 экз.
- Унэ нэху [Светлый дом] : Усэхэр [Стихи]. – Налшык : Къэб. тхылъ тедзапӏэ, 1953. – 2 000 экз.
- Красный флаг. [Пер. с кабард. на адыг. А. Гадагатль, К. Жанэ]. – Майкоп : Адыг. кн. изд., 1955.
- Щӏалэгъуэ [Молодость] : Пьесэ [Пьеса] – Налшык : Къэб. тхылъ тедзапӏэ, 1956. – 3 000 экз.
- Стихи для детей / Пер. с кабард. – Налшык : Каб. кн. изд-во, 1956. – 7 000 экз.
- Стихи. – Нальчик : Кабард.-Балкар. кн. изд-во, 1957. – 2 000 экз.
- Жамбот и Камбот : Стихи для младш. возраста / Пер. с кабард. Я. Козловский и М. Храпковский]. – Москва : Детская лит-ра, 1957.
- Зэраншу [Сорванец] : Усэхэр [Стихи]. – Налшык : Къэб.-Балъкъ. тхылъ тедзапӏэ, 1958. – 2 000 экз.
- Колхозыр мафӏэ лыгъэм щыхэтым [Колхоз под огнем] : Повесть. – Налшык : Къэб.-Балъкъ. тхылъ тедзапӏэ, 1958. – 2 000 экз.
- В горном краю : Стихи. – Нальчик: Каб.-Балк. кн. изд., 1960. – 2 000 экз.
- Псыкӏэху и Iуфэм [На берегу Псычеха] : Повесть. – Налшык : Къэб.-Балъкъ. тхылъ тедзапӏэ, 1960.
- На берегу Псычеха: Повесть / Пер. с кабард. В. Кузьмин. – Нальчик : Каб.-Балк. кн. изд., 1960. – 2 000 экз.
- Бгъэжьым и къуэ [Сын старого орла] : Биографическэ повесть. – Налшык, 1960.
- Салимэ  [Герой Социалистического труда, доярка Салима Паштова] : Очерк. – Налшык : Къэб.-Балъкъ. тхылъ тедзапӏэ, 1961. – 1 000 экз.
- Косынка : комедия в 2 карт. / Авториз. пер. с кабард. А. Ирошников / Современная драматургия : альманах / гл. ред. О. К. Степанова. – Москва : Искусство, 1962. С. 297-311. – 4 750 экз.
- Сын старого орла : Биографическая повесть / Пер. с кабард. В. Морозов. – Москва : Детская лит-ра, 1962. – 30 000 экз.
- ТӏопI-тӏопI, хьэфэтоп! [Мячик-скачик] : Усэхэр [Стихи].  – Налшык : Къэб.-Балъкъ. тхылъ тедзапӏэ, 1963. – 3 000 экз.
- Рассказхэмрэ очеркхэмрэ [Рассказы и очерки]. – Налшык : Къэб.-Балъкъ. тхылъ тедзапӏэ, 1963. – 2 000 экз.
- «Мои маленькие друзья : Стихи для младш. школьного возраста / Пер. с кабард. Ю. Даниэль, Ю. Хазанов. Рис. В. Орленко. – Нальчик: Каб.-Балк. кн. изд., 1964. – 100 000 экз.
- Талисман : Рассказы для среднего школьного возраста / Пересказ с кабард. Н. Кончаловская. – Москва : Детская лит-ра, 1965. – 50 000 экз.
- Си ныбжьэгъухэр [Мои друзья] : Усэхэр [Стихи]. – Налшык : Къэб.-Балъкъ. тхылъ тедзапӏэ, 1966. – 2 500 экз.
- Неудачник Мухадин : Стихи для дошкольного и младш. школьного возраста / Пер. с кабард. Ю. Хазанов. – Москва : Сов. Россия, 1966. – 100 000 экз.
- Тэрч Iуфэ къыщищI пшэплъ [Заря над Тереком] : Роман. – Налшык : Эльбрус, 1968. – 1 700 экз.
- Разведчики : Поэма в стихах для младш. школьного возраста / Пер. с кабард. Ю. Хазанов. – Нальчик : Эльбрус, 1969. – 10 000 экз.
- Разведчики : Стихотворения и поэма для младш. школьного возраста / Пер. с кабард. – Москва : Детская лит-ра, 1972.  – 50 000 экз.
- Бгырыс шухэр [Всадники на вершинах] : Роман. – Налшык : Эльбрус, 1970. – 4 000 экз.
- Хашир и Башир : Стихи для младш. школьного возраста / Пер. с кабард. Ю. Хазанов. – Москва : Малыш, 1972. – 100 000 экз.
- Заря над Тереком : Роман. – Нальчик : Эльбрус, 1972. – 100 000 экз.
- Наши знакомые: Стихи для мл. школьного возраста / Пер. с кабард. Ю. Хазанов. – Нальчик : Эльбрус, 1973. – 50 000 экз.
- Къурш вагъуэ [Звезда гор] : Усэхэр [Стихи]. – Налшык : Эльбрус, 1974. – 7 000 экз.
- Необъезженный козел : Стихи для младш. школьного возраста / Пер. с кабард. Я. Козловский. – Нальчик : Эльбрус, 1978. – 200 000 экз.
- Нырес фи деж си псалъэр [Тебе мое слово] : Усэхэр [Стихи]. – Налшык: Эльбрус, 1980. – 2 000 экз.
- Шалеф — достойный человек : Стихи для младш. школьного возраста / Пер. с кабард. – Москва : Детская лит-ра, 1982.  – 150 000 экз.
- Шу [Всадник] : Усэхэмрэ поэмэрэ [Стихи и поэма]. – Налшык : Эльбрус, 1983. – 2 000 экз.
- Шы лъэмакъ [Стук копыт] : Усэхэр [Стихи]. – Налшык : Эльбрус, 1986. – 2 000 экз.

### Периодика
- Слово о друге // Минги Тау. – 2012 (о балкарском поэте и переводчике Кериме Отарове);
- Наш Али : к 80-летию А.А. Шогенцукова // КБП. – 1980. – 16 сент. (об основоположнике кабардинской литературы Али Шогенцукове);
- Гупсысэ лъагэ // Iуащхьэмахуэ, 1977, № 1, сс. 3-6 (Высокие думы. О главном герое произведений кабард. писателей и поэтов);
- Насыпыбжэр хузэӏуах. – НартыхугъэкI цӏэрыӏуэ. Соц. лэжьыгъэм и Лӏыхъужь Кхъуэтепыхьэ Мухьэмэд хузотх. – Фӏыщӏэ // Iуащхьэмахуэ, 1977, № 2, с. 13 (стихи);
- Гъуэгу махуэ // Iуащхьэмахуэ, 1977, № 4, с. 40-44 (Счастливого пути. О Бекишевой И. – бригадире мех. звена девушек из с. Плановcкое Тер. р-на);
- Зетхьа хуэдэ лӏыгъэ гуэр. – Егъэджакӏуэ, ущиякӏуэ (стихи для детей) // Ленин гъуэгу, 1977, 19 февр.;
- Хэкум и Тхылъ Нэхъыщхьэ. – Ленин гъуэгу, 1977, 7 июл. (Главная Книга Родины. Стихи о Конституции);
- Догъэлъапӏэ (Чествуем) // Iуащхьэмахуэ, 1977, № 5, с. 14;
- Учительница. Стихи. Пер. с кабард.: Я . Серпин // Кабард.-Балкар. правда, 1977, 1 сент.;
- Щӏэныгъэр нэхугъэщ // Ленин гъуэгу – 1977. – 18 нояб. (Учение — свет. О с. Н. Курп, его культурном развитии);
- Конник, моряк, артиллерист… [О X.Г. Шериеве из с. Верхний Курп Тер. района] // Терек, 1976, 8 мая;
- Шогенцуков Али и молодежь // Ленин гъуэгу. – 1975. – 8 окт;
- О художественной литературе молодых // Ленин гъуэгу. - 1958. - 20 майм;
- Народное образование в Кабардинской АССР // Народное образование, 1949, № 12, с. 58 – 66.

## Семья

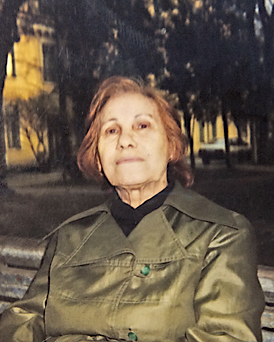
Лёля Мацевна Шомахова, супруга.

- Отец: Шома́хов Ками́за (кабард.-черк. Щомахуэ Къамызэ)
- Мать: Макси́дова Гуаша́на Тепсору́ковна (1872—1935) [20] (кабард.-черк. Махъсыд Гуащэнэ [Къандыгъэ] Тепсорыкъуэ и пхъур)
- Жена: Шома́хова (Ку́пова) Лёля Ма́цевна (14.05.1913 г., с. Псынадаха, Терская область — 26.01.1999, г. Нальчик, КБР) (кабард.-черк.: Щомахуэ (Куп) Лёлэ Мац и пхъур)
  - Дочь Тамара: 15.07.1935 (г. Пятигорск) — 15.02.1983 (г. Нальчик)
  - Сын Султан: 09.08.1937 (г. Нальчик) — 02.09.2003 (г. Нальчик)

## Награды
- Медаль «За оборону Кавказа» (1944).
- Медаль «За доблестный труд в Великой Отечественной войне 1941-1945 гг.» (1945).
- Орден «Знак Почёта» (1957, 1970).
- Юбилейная медаль «За доблестный труд (За воинскую доблесть). В ознаменование 100-летия со дня рождения Владимира Ильича Ленина» (1970).
- Медаль «Тридцать лет Победы в Великой Отечественной войне 1941—1945 гг.» (1976).

## Память

Мемориальная доска А. К. Шомахову

- К 100-летию со дня рождения А. К. Шомахова, по решению администрации городского округа Нальчик, на фасаде дома, в котором проживал поэт, была установлена мемориальная доска (скульптор — заслуженный художник Российской Федерации Михаил Тхакумачев).
- Амирхан Шомахов является прототипом персонажа повести С. Липкина «Декада»[21][22][23] Амирханова.

## Архивы
Российский государственный архив литературы и искусства (РГАЛИ):
- Шомахов Амирхан Камизович;
- «Нартовский эпос». Подстрочный перевод Балкарова Б., Шомахова А. и др.;
- Слова к кантате Т.К. Шейблера «Выше заоблачных высей Кавказа»;
- Письмо С.А. Баруздину;
- Письмо В.Ц. Гоффеншеферу.
- Ф. Р-829, 69 ед. хр., 1939-1971 гг., оп. 1 (Рукописи А. К. Шомахова. Произведения: одноактная пьеса «Разорванная косынка», драма «Перед судом», стихотворения и рассказы: «Активист», «Мать и дочь», «Неделя в колхозе» и др.).